# هیروفومی آراکی
هیروفومی آراکی (انگلیسی: Hirofumi Araki) هنرپیشه اهل ژاپن و متولد سال ۱۹۸۳ است که تاکنون در فیلم‌های گوناگونی ایفای نقش کرده‌است.